# Manifeste du Cercle de Vienne

Le Manifeste du Cercle de Vienne est un texte historique et programmatique de Rudolf Carnap, Hans Hahn et Otto Neurath, publié en 1929, qui décrit les missions philosophiques, scientifiques et politiques de la conception scientifique du monde adoptée par les membres du Cercle de Vienne. Le titre complet de l'opuscule est La Conception scientifique du monde : Le Cercle de Vienne.

## Contexte et diffusion du manifeste
Ce texte fut écrit alors que Moritz Schlick, à qui il est dédié, quittait Stanford, où il avait été professeur invité. Schlick, comme l'indique la préface, avait choisi de rester à Vienne, en refusant un poste à Bonn.
Le texte fait connaître le Cercle de Vienne au public, mais il fut peu diffusé, et c'est surtout le texte de Blumberg et Feigl (2006) qui remplira ce rôle.

## La Conception scientifique du monde
Le texte est composé d'une préface et de quatre parties, auxquelles s'ajoute une bibliographie.
La première partie est un bref exposé historique des conditions récentes de développement de ce que les auteurs appellent la conception scientifique du monde. La deuxième et la troisième parties expliquent cette conception et en exposent le programme à travers de brefs exposés historiques touchant le fondement des sciences. La quatrième partie est plus prospective et politique.

### Historique de la conception scientifique du monde

#### Les sources du développement intellectuel viennois
Le manifeste commence par évoquer à grands traits le renforcement de l'esprit des Lumières et de la recherche antimétaphysique dans le monde (Angleterre, Europe continentale, Russie, etc.), puis donne des raisons historiques à ce renforcement tel qu'il se présente à Vienne. Les auteurs illustrent ces raisons de plusieurs points de vue, politique, sociologique, intellectuel et scientifique, de la manière suivante :
Politiquement, la domination du libéralisme, de l'utilitarisme, du libre-échangisme a favorisé l'afflux de savants et la création d'un milieu intellectuel riche et varié, produisant de nombreux travaux d'ordre scientifique.
Sociologiquement, l'esprit des Lumières à Vienne a eu des conséquences sur l'éducation populaire, avec, par exemple la création de l'Association éducation populaire, et ce même esprit a conduit à des réformes scolaires favorisant l'esprit scientifique.
Intellectuellement et scientifiquement, les sciences les plus diverses (physique, économie, sociologie, etc.) s'efforcent de se libérer de toute influence métaphysique.
C'est dans ce contexte que des scientifiques comme Ernst Mach et Boltzmann purent enseigner dans une chaire de philosophie des sciences inductives spécialement créée pour le premier. Ainsi l'empirisme de Mach, qui influença directement le Cercle, trouva-t-il à s'exprimer dans l'Université.
L'ensemble de ces éléments explique que Vienne fut le centre d'une grande affluence de scientifiques et de penseurs, qui s'engagèrent dans des discussions touchant les problèmes de la science empirique et de la théorie de la connaissance.

#### Rôle historique de Schlick et grandes lignes du programme du Cercle
C'est dans une telle atmosphère que Moritz Schlick réunit peu à peu en un cercle des philosophes de formation scientifique et des scientifiques désireux de travailler au programme commun d'une conception scientifique du monde.
Outre son programme théorique défini par cette conception, le Cercle se donne également pour but, d'une part, de traiter ce qui est désigné dans le manifeste comme Lebensfragen (questions de la vie) : organisation des relations économiques et sociales, réforme de l'école et de l'éducation, unification de l'humanité ; d'autre part, la diffusion de ses recherches auprès du grand public par le biais de l'Association Ernst-Mach. Le Cercle se propose ainsi de transformer non seulement les outils intellectuels touchant la science, mais aussi les modes de vie et l'ordre social et économique en les organisant de manière consciente.

### La Conception comme direction de recherche
La conception scientifique du monde n'est pas caractérisée par un ensemble de thèses systématiques, mais par une attitude vis-à-vis de la pratique philosophique et de la science. La deuxième partie du manifeste en donne les deux traits caractéristiques :
1. la conception scientifique du monde est empiriste et positiviste ;
2. elle est caractérisée par l'application de l'analyse logique.

Ces deux traits sont liés de la manière suivante : l'analyse des énoncés permet de faire apparaître une démarcation entre les énoncés qui portent en dernier lieu sur les données empiriques et les énoncés dépourvus de signification parce qu'ils ne présentent aucun état de chose. Dire « il y a un Dieu », ce n'est pas communiquer une connaissance, mais exprimer un sentiment de la vie. Or la poésie et la musique sont des expressions plus adéquates de ce type de sentiments, car elles ne prétendent pas, au contraire de la métaphysique, exposer des théories. La conception scientifique du monde est donc nécessairement antimétaphysique.

#### Deux erreurs de la métaphysique
Selon ce manifeste, la métaphysique s'expliquerait par deux types d'erreur logique. D'une part, l'usage du langage ordinaire conduirait à confondre des choses et des propriétés : « pomme » et « dureté » sont deux substantifs, mais on ne peut en déduire qu'il s'agit là d'un même type de réalités. C'est pourtant ce que feraient les métaphysiciens en hypostasiant des propriétés comme la « beauté », le « bien », etc. (on peut noter qu'Aristote s'était opposé à Platon précisément sur ce point, considérant qu'il n'y avait pas d'universaux abstraits, mais seulement des individus concrets). D'autre part, le métaphysicien prétendrait découvrir par la seule pensée des connaissances nouvelles, sans l'aide d'aucune donnée empirique : cela vise directement, peut-on noter, la conception d'Emmanuel Kant des jugements synthétiques a priori. Or, la « pensée pure » ne serait capable que d'inférence tautologique (ou jugement analytique), c'est-à-dire qu'elle passe, selon les règles de la déduction, d'un énoncé à un autre sans pouvoir rien y ajouter. La métaphysique est donc, selon ce manifeste, impossible.
Ce rejet de la « métaphysique » a des conséquences qui débordent parfois le seul domaine des sciences empiriques ; si le manifeste, dans sa troisième section, privilégie, dans le domaine des sciences sociales, l'étude des groupes d'individus, c'est pour des raisons théoriques, mais ces raisons s'opposent logiquement à une conception romantique du peuple :
« Il ne doit pas être trop difficile de laisser tomber des concepts tels que "l'esprit du peuple" [Volksgeist] [...] »
Ce concept est en effet typiquement une abstraction métaphysique, autrement dit, dépourvu de sens : si l'on procède à son analyse logique pour tenter de le ramener à des données empiriques, on peut sans doute parvenir à lui donner pour contenu des groupes d'individus formant une nation, mais, dans ce cas, l'entité même d'« esprit du peuple » se trouve dissoute car on ne trouve rien dans ces groupes qui pourrait former quelque chose comme un esprit possédant une réalité propre, et on ne voit pas non plus en quel sens cet esprit pourrait définir une identité nationale, ni à quels critères le reconnaître. En d'autres termes, le manifeste dénonce l'hypostase opérée par la psychologie sociale (en particulier de Gustave Le Bon), une critique qui a aussi été faite par Freud d'un côté, et Kelsen de l'autre.
Les membres du Cercle de Vienne dénoncent ainsi, allusivement et comme en passant, l'Idée de Volksgeist commune au pangermanisme et à l'idéalisme allemand, et réinvestie par le nazisme. Quelques années plus tard, Carnap et Neurath s'exilent à la suite de l'assassinat de Schlick par un étudiant antisémite, emprisonné avant d'être remis en liberté par les nazis. Le projet positiviste des membres du Cercle de Vienne n'était pas ainsi seulement épistémologique : « les motifs du projet d'élimination de la métaphysique n'étaient pas uniquement d'ordre épistémologique, mais également d'ordre politique et historique, en ce sens que c'est la montée des idéologies fascistes de l'époque qui a suscité une réflexion sur le langage et les conditions de possibilité du sens. » . À l'inverse, certains nazis s'opposaient violemment au projet positiviste, assimilé à la judaïté : ainsi, un dénommé Dr Austriacus (il s'agit d'un pseudonyme) écrit, dans le Schönere Zukunft (journal national-catholique et pro-gouvernemental) : « [...] le Juif est l'anti-métaphysicien né et il aime en philosophie le logicisme, le mathématicisme, le formalisme et le positivisme - des caractéristiques que Schlick possédait toutes en abondance. [...] On peut espérer que le meurtre épouvantable [de Schlick] qui a été commis à l'université de Vienne accélérera la découverte d'une solution réellement satisfaisante de la question juive. (sic) » .

## Éditions
- Wissenschaftliche Weltauffassung. Der Wiener Kreis », Artur Wolf Verlag, Wien 1929, 59 s.
- Antonia Soulez « La Conception scientifique du monde : Le Cercle de Vienne », in Manifeste du Cercle de Vienne et autres écrits, PUF, 1985  (ISBN 2130388523).